# St. Joseph (Minnesota)
St. Joseph è una città degli Stati Uniti d'America, situata in Minnesota, nella Contea di Stearns.